# 慈恩寺村
慈恩寺村（じおんじむら）は、埼玉県南埼玉郡に存在した村。

## 地理
- 埼玉県南埼玉地域の中央部に位置する。
- 2006年（平成18年）現在におけるさいたま市岩槻区相野原、慈恩寺、表慈恩寺、裏慈恩寺、鹿室、徳力、小溝、古ヶ場、上野、南辻、上里（一部）、東岩槻（一部）にあたる。

- 河川：元荒川、新堀排水路、古隅田川、上院落
- 池沼：慈恩寺沼、黒沼

## 歴史
- 1889年（明治22年）4月1日 - 町村制施行に伴い、慈恩寺、裏慈恩寺、表慈恩寺、古ヶ場、徳力、鹿室、上野、南辻、小溝、相野原の10箇村が合併し、慈恩寺村が成立する[1]。
- 1940年（昭和15年） - 南埼玉郡日勝村大字岡泉および実ケ谷、黒浜村大字江ヶ崎の各一部が慈恩寺村に編入され、慈恩寺村の一部を分割し日勝村および黒浜村へ編入する[1]。
- 1954年（昭和29年）5月3日 - 岩槻町、新和村、和土村、川通村、柏崎村、河合村と合併し、岩槻町が成立。慈恩寺村は消滅した[2][1]。大字は岩槻町へ継承された。
- 1954年（昭和29年）7月1日 - 岩槻町が市制施行し岩槻市となる[2]。
- 1971年（昭和46年）1月22日 - 大字小溝の小林住宅向けとして市内局番に94局を追加。
- 1971年（昭和46年）3月31日 - 区画整理により大字表慈恩寺、上野、裏慈恩寺、慈恩寺、春日部市大字花積、道口蛭田の各一部から諏訪一丁目から五丁目、大字上野、表慈恩寺、南平野の各一部から上里一丁目及び二丁目、大字表慈恩寺、慈恩寺、上野、南平野、春日部市大字花積の各一部から東岩槻一丁目 - 六丁目(1 - 17番地)が成立。
- 1972年（昭和47年）11月頃 - 元荒川と東武野田線より北側の区域で市内局番が56局から94局に変更。
- 1987年（昭和62年）8月9日 - 上野・古ヶ場土地区画整理事業により大字上野、大字古ヶ場の各一部から上野一丁目－六丁目、古ヶ場一丁目－二丁目が成立。
- 1988年（昭和63年）12月19日 - 市内の市外局番が0487から048に変更。
- 2005年（平成17年）4月1日 - 岩槻市がさいたま市に編入され、同市岩槻区となる。